# Tom Goes to the Mayor
A Tom Goes to the Mayor egy 2004-ben bemutatott amerikai rajzfilmsorozat. A sorozat alkotói Tim Heidecker és Eric Wareheim, a történet pedig egy férfi kalandjait mutatja be, aki minden nap ellátogat a poégármesterhez, hogy a várost fejlesztő ötleteit előadja neki. A produkció eredetileg websorozatként indult, ami később folytatást kapott David Cross vendégszereplésével, ezt látva pedig Bob Odenkirk beszállt hogy teljes sorozatot készítsenek belőle.
A sorozatot az Amerikai Egyesült Államokban az Adult Swim adta 2004. november 14. és 2006. szeptember 25. között, Magyarországon egyelőre nem került bemutatásra.

## Cselekmény
A műsor főszereplője Tom Peters-ről szól, aki frissen költözött Jeffertonba, egy kellemetlen és lepusztult városba. Tom ezt látva folyamatosan megy a polgármesterhez, hogy ötleteit megosztva vele tegye szebbé a várost. Ám a polgármester folyamatosan módosításokat hajt a terveken végre, ami végül emiatt katasztrófába torkolli, a felelősséget viszont mindig Tomra hárítja át.

## Szereplők
| Szereplő                  | Szinkronhang                                                 |
| ------------------------- | ------------------------------------------------------------ |
| Tom Peters                | Tim Heidecker                                                |
| A polgármester            | Eric Wareheim                                                |
| Joy Peters                | Stephanie Courtney (hang), Michael Q. Schmidt (élőszereplős) |
| Jan Skylar                | Tim Heidecker                                                |
| Wayne Skylar              | Eric Wareheim                                                |
| A város tanács            | Craig Anton, Ron Lynch                                       |
| Gibbons                   | Brian Posehn                                                 |
| Renee, a recepciós        | Stephanie Courtney                                           |
| Bemondó/További szereplők | Bob Odenkirk                                                 |

## Epizódok
| Évad | Évad        | Epizódok    | Eredeti vetítés    | Eredeti vetítés      |
| Évad | Évad        | Epizódok    | Évadpremier        | Évadfinálé           |
| ---- | ----------- | ----------- | ------------------ | -------------------- |
|      | 1           | 13          | 2004. november 14. | 2005. június 12.     |
|      | 2           | 17          | 2006. június 5.    | 2006. szeptember 25. |
|      | Különkiadás | Különkiadás | 2005. június 12.   | 2005. június 12.     |